# Верхний Салтов
Верхний Салтов (укр. Верхній Салтів) — село, входившее с 2000 до 2020 года в упразднённые Рубежненский сельский совет и Волчанский район, Харьковская область, Украина.
Код КОАТУУ — 6321687204. Население по переписи 2001 г. составляет 119 (52/67 м/ж) человек.
Был административным центром Верхнесалтовского сельского совета до присоединения его в 2000 году к Рубежанскому сельскому совету.
До изменения административно-территориального устройства село имело КОАТУУ — 6321680401.

## Географическое положение
Село Верхний Салтов находится в 22 км от Волчанска на правом берегу Печенежского водохранилища (река Северский Донец); выше по течению на расстоянии в 2 км расположено село Рубежное, ниже по течению в 4-х км — пгт Старый Салтов, на противоположном берегу водохранилища — село Металловка, на расстоянии в 1 км находится село Замуловка.
Село окружают лесные массивы (дуб, сосна).

## История
- Верхний Салтов был заселён ещё в VII[6]-VIII веках нашей эры и являлся большим городом Хазарского каганата под названием Сарада[6] площадью более 120 гектаров[5] с каменной цитаделью[5], многочисленными укреплениями и многими пригородами.[6] Древний город был основан выходцами с Кавказа аланами; его окружали три линии укреплений; внутренний вал завершался каменной стеной толщиной три метра. Вокруг Сарады расположены около 40 000 катакомбных могильников длиной 2,5 км и площадью 100 га.[6] Верхнесалтовское городище было выявлено в 1900 году[5] и дало название целой археологической культуре — салтовская культура.[5]
- Слобода[7] Салтов основана в XVII веке на высоком правом[7] берегу реки Северский Донец прямо на месте древнего Салтовского городища.
- 1650 — дата основания города Салтова[1].
- Советская власть была установлена в конце декабря 1917 года.[5]
- В 1930 году в селе была создана партийная[5] организация ВКП(б).
- В 1940 году, перед ВОВ, в селе были 375 дворов, яблоневый сад и сельсовет.[8]
- В ходе Великой Отечественной войны с конца мая 1942 года по февраль 1943 и с марта по начало августа 1943 село находилось под немецкой оккупацией, во время которой много жилых домов было разрушено. В селе находится братская могила советских воинов, павших при освобождении села от оккупации; известны имена ста шести воинов Советской армии.[5]
- 180 жителей села защищали Родину на фронтах во время Великой Отечественной войны; из них погибли 135 воинов; 35 были награждены орденами и медалями СССР.[5] Салтовец лётчик А. И. Помазунов за подвиг во время Берлинской операции был удостоен звания Герой Советского Союза.[5]
- В 1951 году на братской могиле советских воинов установлена памятная гранитная плита с именами 106-ти.[5]
- Население села в 1966 году составляло 394 человека; в селе были восьмилетняя школа, библиотека, клуб и центральная усадьба колхоза имени XX-го партсъезда (2613 га сельхозугодий, в том числе яблоневые сады). Колхоз занимал одно из первых мест в районе по развитию садоводства; имел мельницу.[6]
- В 1976 году в селе была расположена вторая производственная бригада колхоза «Украина», имевшая 2613 га сельхозугодий, специализировавшаяся на садоводстве, зерновых культурах, мясо-молочном животноводстве[5].
- В 1976 году в Верхнем Салтове и подчинённых его сельсовету населённых пунктах Октябрьском и Украинке проживали 622 человека и было 285 дворов[5]; в селе работали начальная школа, медпункт, три магазина, отделение связи, клуб с залом на 250 мест; фонды библиотеки составили 10 800 томов.[5]
- В 1980-х годах земли на склонах балок на окраине села были выделены садово-огородным товариществам (УЗПИ и других харьковских организаций.)
- В 1993 году в селе работали свой Верхне-Салтовский сельсовет, отделение связи, медпункт, клуб, школа.[9]
- В 2000 году Верхне-Салтовский сельсовет был упразднён, а входившие в него населённые пункты были присоединены к Рубежанскому сельсовету.
- В 2020 году Рубежанский сельсовет был ликвидирован в рамках реформы.

## Объекты социальной сферы
- Фельдшерско-акушерский пункт.

## Достопримечательности
- Историко-археологический заповедник «Верхний Салтов». В 1900 году учитель сельской школы В. А. Бабенко, расчищая размытый водой склон одного из здешних оврагов, обнаружил довольно хорошо сохранившееся древнее катакомбное захоронение. На месте современного села в VII—X вв. существовал большой город Сарада, рядом с которым располагались огромные по площади катакомбный и грунтовой могильники, оставленные населением разного этнического происхождения[10][11]. Раскопками, проведёнными в послевоенное время, было установлено, что здесь находятся остатки древнего средневекового города, входившего в Хазарский каганат. По названию посёлка обнаруженный археологический памятник получил название Салтовское городище, а соответствующая археологическая культура — Салтово-маяцкой археологической культуры. Культура относится к эпохе железного века и датируется серединой VIII — началом X веков[12]. Там насчитывалось 40 000 катакомб по состоянию на 1966 год, из которых 700 были раскопаны.
- Напротив Сарады, через Северский Донец, расположены протоболгарские городище и некрополь с 5500 захоронений (Нетайловский могильник).[13]
- Историко-археологический музей (расположен в здании школы).
- Братская могила советских воинов, павших при обороне и освобождении села от оккупации. Похоронены около 300 воинов
- Большой яблоневый сад (расположен на горе между Верхним Салтовом и Замуловкой).

## Происхождение названия
Село получило название, поскольку по отношению к просто Салтову находилось выше по течению Северского Донца и расположено также выше — на высоком крутом правом берегу, в отличие от Старого Салтова, первоначально расположенного на равнине.